# Adolf-Hitler-Panzerprogramm
Das Adolf-Hitler-Panzerprogramm (auch: Panzerprogramm III, Aktion Saur) war ein deutsches Rüstungsprogramm im Zweiten Weltkrieg vom 22. Januar 1943 für den Bau von Panzerfahrzeugen. Es sah die Steigerung der Produktion von Panzern, Sturmgeschützen und Selbstfahrlafetten auf das Vierfache vor, und die beschleunigte Massenproduktion der neuartigen Tiger- und Panther-Panzer, mit denen im Unternehmen Zitadelle eine Kriegswende herbeigeführt werden sollte.

## Entstehung und Wirkung des Programms

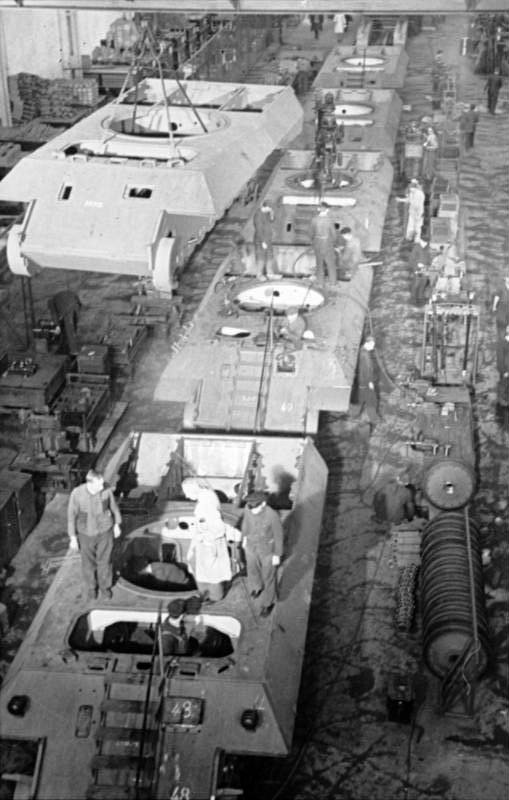
Produktion von Panthern

Mit dem Göring-Programm vom Juli 1941 sollte der Rüstungsschwerpunkt auf die Luftwaffe verlagert werden, was aber angesichts des Widerstandes der Roten Armee nicht realisiert werden konnte. Mit dem Führerbefehl „Rüstung 1942“ vom 10. Januar 1942 wurde der Rüstungsschwerpunkt wieder auf das Heer gelegt. Nach der Übernahme des Oberbefehls über das Heer widmete Hitler sich verstärkt der waffentechnischen Entwicklung des Heeres, sein besonderes Interesse und Eifer galt der Panzerwaffe. Erste Überlegungen Hitlers für eine drastische Steigerung der Panzerproduktion stammen vom September 1942, bei denen die Monatsproduktion von 520 Stück im 3. Quartal 1942 auf 1400 Stück bis zum Frühjahr 1944, also knapp das Dreifache, erhöht werden sollte. Mitte Januar 1943 nach der Niederlage bei Stalingrad verlangte Hitler eine Steigerung schon binnen weniger Monate.
Am 22. Januar 1943 erließ Hitler in einem Sonderbefehl das Adolf-Hitler-Panzerprogramm. In ihm befahl er, das Programm sei „von so ausschlaggebender Bedeutung für die Entscheidung des Krieges“, dass „sämtliche Zivil- und Militär-Dienststellen“ das Programm „mit allen zur Verfügung stehenden Kräften nachdrücklichst zu unterstützen haben“. Es sei umgehend „überreichlich und großzügig“ mit Arbeitskräften, Rohstoffen, Maschinen und Energie zu versorgen, „selbst wenn dadurch andere, wichtige Fertigungen der Rüstungswirtschaft vorübergehend beeinträchtigt werden“. Der Befehl drohte allen, die den Befehl nachlässig oder säumig befolgten, Bestrafung durch den Volksgerichtshof an.
Im Februar 1943 berief er den Schöpfer der deutschen Panzerwaffe Heinz Guderian zum Generalinspekteur der Panzertruppen und bestimmte, dass er „für eine der kriegsentscheidenden Bedeutung entsprechende Weiterentwicklung der Panzertruppen“ verantwortlich sei.
In einem „Aufruf an die Rüstungsschaffenden im Panzerbau“, ebenfalls vom 22. Januar 1943, rief er alle Beteiligten zu größten Anstrengungen auf. Laut Guderian kam in ihm die „zunehmende Besorgnis um die absinkende Kampfkraft der deutschen Panzertruppe“ gegenüber der ständig wachsenden sowjetischen Panzerwaffe, mit ihrem „vortrefflichen“ T-34, zum Ausdruck.
Das endgültige Programm sah eine Monatsfertigung von 1500 Panzerfahrzeugen bis zum Spätherbst 1943 und von 2100 bis Ende 1944 vor. Dafür wären nach Ansicht des Rüstungsministers Albert Speer drei Millionen zusätzliche Arbeitskräfte nötig. Jedes Panzerwerk wurde befugt, zur 72-Stunden-Woche überzugehen. An Investitionen waren knapp 300 Millionen Reichsmark vorgesehen. Bis Mai 1943 konnte eine Verdoppelung der Produktionszahlen erreicht werden. Basis dafür war eine Steigerung der Stahlproduktion durch die Reichsvereinigung Eisen.
Als der Rüstungsindustrielle Walter Rohland, der die deutsche Panzerproduktion organisierte und von der NS-Presse als „Panzer-Rohland“ gefeiert wurde, Anfang Dezember 1942 über Schwierigkeiten hinsichtlich der notwendigen Erweiterungsbauten, Beschaffung von Maschinen und der nötigen Eisen- bzw. Stahlmengen referierte, befahl Hitler, dass die projektierten Zahlen unbedingt erreicht werden müssten, und äußerte:

„Panzer müssen hergestellt werden, koste es was es wolle!“

Rohland erklärte in seinen Memoiren, dass er von seiner Leitung des Panzerausschusses wegen der irrealen geforderten Produktionszahlen des Panzerprogramms zurücktrat. Er hätte die Verwendung sachlicher Zahlen erzwingen wollen, um seine Auffassung zu untermauern, dass der Krieg nicht mehr zu gewinnen sei.
In einer Lagebesprechung im Führerhauptquartier am 1. Februar 1943 äußerte Hitler, dass ohne das Donezbecken das „Programm der Rüstung hinfällig“ werde, das „Panzerprogramm“, das „Kanonenprogramm“, sowie das „Munitionsprogramm“. General Erich von Manstein berichtet, dass Hitler deswegen unbedingt das Donezbecken halten wollte.
In einer Lagebesprechung vom 18. Februar 1943 bei der Heeresgruppe Süd äußerte Hitler die Idee mit einer Anfang Mai zur Verfügung stehenden „gigantischen Summierung von modernsten Angriffswaffen“, bestehend aus 150 Tigern, 200-250 Panthern, 98 Ferdinand, 50 Panzerhaubitzen Wespe, einer Anzahl Panzer IV und schwerster Artillerie, irgendwo „ein Loch zu brechen“ und dann einen „Stoß“ zu führen, um „die Initiative wieder in die Hand zu bekommen“.
Laut Speer legte Hitler am 7. Juli 1943 fest, dass die Produktion der V2 genauso wichtig wie das Panzerprogramm ist.
Seefeld in Tirol wurde extra zu einem Erholungsort für Panzerarbeiter gemacht, wo sie als Gäste des Rüstungsministers in besonderer Weise verwöhnt wurden.
Den Namen für das Programm schlug Speer am 22. November 1942 Hitler vor, der zustimmte.

## Luftrüstung vs. Panzerrüstung
| Jahr | Flugzeuge | Panzer |
| ---- | --------- | ------ |
| 1941 | 97        | 81     |
| 1942 | 133       | 130    |
| 1943 | 216       | 330    |
| 1944 | 277       | 536    |

Karl-Otto Saur drang „brachial“ in die Luftwaffenfertigung ein und rekrutierte mit dem Befehl Hitlers zur bevorzugten Panzerfertigung Techniker und Ingenieure direkt von den Fließbändern. Nach Adam Tooze war der „Aufruhr“, den dieses Programm verursachte, „so gewaltig“, dass sich die Luftwaffe im April 1943 gezwungen sah Aufträge unter dem Stichwort „Panzer“ zu erteilen. Aber trotzdem sei die Produktion von Flugzeugen, hinsichtlich der produzierten Werte wie der verbrauchten Mittel, fünf Mal so bedeutend gewesen. Der Historiker Brendan Simms zieht aus der Tatsache, dass im Mai 1943 40 % der „Kapazität der deutschen Kriegswirtschaft“ für den Flugzeugbau verwendet wurden und nur 6 % für die Panzerproduktion, die Schlussfolgerung, dass der größte Teil der deutschen Kriegsanstrengung von diesem Zeitpunkt an gegen die Westmächte ausgerichtet war. Dies bezieht sich auf einen Gesamtwert der Rüstungsendfertigung in gleichbleibenden Preisen errechnet.
Olaf Groehler macht dafür die Profite der Luftfahrtindustriellen verantwortlich. Er bemerkt dazu, dass es „interessant“ sei zu beobachten, dass die Kostensenkungen durch Serienproduktion keinen entsprechenden Niederschlag in der Preisbildung fanden. So haben die Flugzeugzellen für ein Arado Ar 65 Jagdflugzeug 1933 50.900 Reichsmark gekostet und für eine Messerschmitt Bf 109 E 1941 58.000 Reichsmark. Die Flugzeugzellen für das Bombenflugzeug Dornier Do 11 kosteten 1933 141.900 Reichsmark, und 1941 für eine Heinkel He 111 H 1941 203.900 Reichsmark. Laut Willi A. Boelcke führte die hektische Aufrüstung, sich abzeichnende volkswirtschaftliche Mangelsituationen und bürokratisierter Wirtschaftsdirigismus zu einem unverhältnismäßig hohen Arbeitsaufwand. So war die deutsche Luftrüstungsindustrie vor dem Krieg beim Rüstungsexport dem Ausland hoffnungslos unterlegen. Allein die Zelle eines Jagdflugzeuges ohne Motor kostete 130.000 Reichsmark, während die ausländische Konkurrenz ein gutes Jagdflugzeug mit Motor bereits für 90.000 Reichsmark verkaufen konnte. So wurde der gewöhnlich nach außenpolitischen Gesichtspunkten gesteuerte Rüstungsexport mit 40 % Reichsverbilligung subventioniert. Alan Milward schreibt, dass die Produktionsmethoden der Flugzeugindustrie „oft unrationell“ waren, auf ihnen habe nicht der gleiche Druck wie auf den anderen Rüstungsfirmen gelastet. Laut Untersuchung des United States Strategic Bombing Survey wurde die Flugzeugindustrie erst in der ersten Hälfte des Jahres 1944 als letzte Industrie auf Massenproduktionsmethoden umgestellt.
In Hitlers Besprechungen mit Albert Speer stand bis zum Herbst 1944 die Panzerfertigung im Vordergrund. Joseph Goebbels notierte am 6. März 1943 in seinem Tagebuch:

„Wir haben eben durch den Krieg im Osten die Luftherrschaft über Europa in wesentlichen Teilen verloren und sind jetzt den Engländern wenigstens in dieser Beziehung etwas auf Gnade und Ungnade ausgeliefert.“

## Wirtschafts- und Rüstungspläne der NS-Zeit
Im nationalsozialistischen Deutschland wurde sukzessive eine Zentralverwaltungswirtschaft mit wirtschaftslenkender Gesetzgebung  ausgebaut. Als Neuer Plan wurde 1934 der Weg vorgezeichnet, es folgte der Vierjahresplan von 1936, der Schnellplan von 1938 und der Schell-Plan im Jahre 1939.
Das Adolf-Hitler-Panzerprogramm war eines der Programme mit denen die deutsche Wirtschaft koordiniert werden sollte. Die Expansion der Kriegswirtschaft wurde von etlichen weiteren Programmen begleitet. Die Koordination dieser Pläne und die Gewichtung von Interessen sollte ab 1942 beim Ausschuss für Zentrale Planung im  Reichsministerium für Rüstung und Kriegsproduktion erfolgen. Der Überblick der Pläne ist teilweise schwer nachvollziehbar, wobei etliche dieser Pläne in Personal- oder Amtsunion von Wehrwirtschaftsführern sowie in fusionierten Wirtschaftsgebilden wie den Reichswerken Hermann Göring betreut und umgesetzt werden sollten. Dass es dabei zu Konkurrenzsituationen kam, ist insbesondere zum Thema „Luftrüstung vs. Panzerrüstung“ und zum Wirken von Konstrukteuren wie Ferdinand Porsche oder Hans Ledwinka bekannt. Wie im Bereich der Kraftfahrzeugfertigung waren auch die Betriebe in annektierten oder besetzen Gebieten betroffen, wie es bei Unternehmen wie den Österreichischen Saurerwerken und Škoda sowie Tatra der Fall war. Nachfolgend eine unvollständige Übersicht der Pläne:
| 1938        | 1939        | 1940               | 1941            | 1942          | 1943                        | 1944                    |
| ----------- | ----------- | ------------------ | --------------- | ------------- | --------------------------- | ----------------------- |
| Schnellplan | Schell-Plan | Rüstungsprogramm B | Göring-Programm | Iwan-Programm | Adolf-Hitler-Panzerprogramm | Mineralölsicherungsplan |